# Amra Đapo
Amra Đapo (Sarajevo, 30 dicembre 1976) è un'ex cestista croata.

## Carriera
Con la Croazia ha disputato i Campionati europei del 1999.